# Quentin Grimes
Quentin Marshall Grimes, född 8 maj 2000 i Houston i Texas, är en amerikansk professionell basketspelare (SG) som spelar för Philadelphia 76ers i National Basketball Association (NBA). Han har tidigare spelat för New York Knicks, Detroit Pistons och Dallas Mavericks.
Grimes draftades av Los Angeles Clippers i första rundan i 2021 års draft som 25:e spelare totalt.
Innan han blev proffs studerade Grimes först på University of Kansas och spelade för deras idrottsförening Kansas Jayhawks. Grimes blev senare överförd till University of Houston för spel i Houston Cougars.